# Unterwasserschweißen

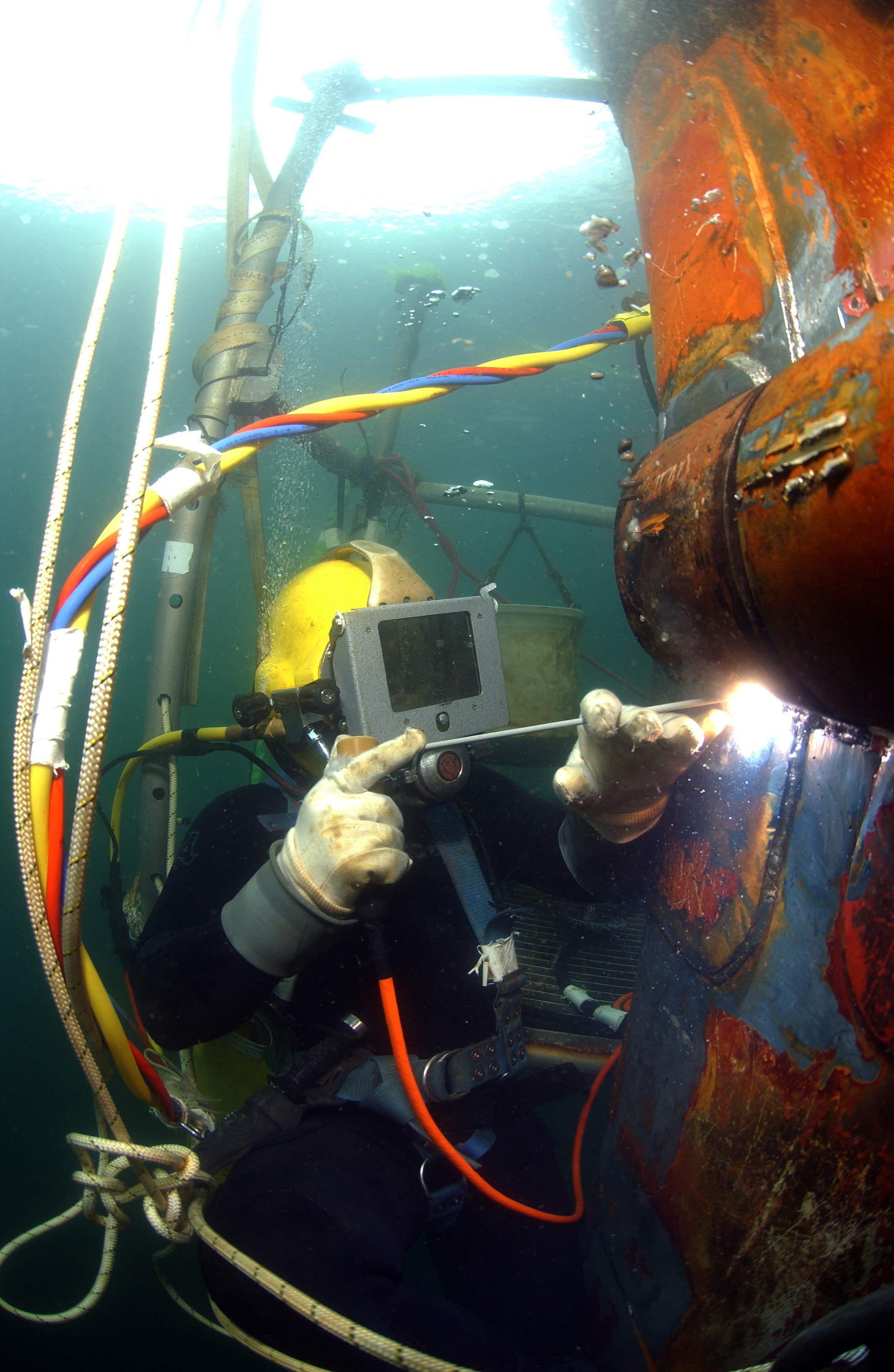
Schweißarbeiten unter Wasser

Unterwasserschweißen wird durchgeführt, während der Schweißer untergetaucht ist, oft bei mit hoher Wassertiefe einhergehendem erhöhtem Druck. Das bringt eine Vielzahl an Herausforderungen mit sich, die spezielle Fähigkeiten und eine besondere Ausbildung erforderlich machen.

## Einsatzgebiete
Sowohl Korrosion und damit einhergehender Wartungsbedarf als auch Havarien an Unterwasserkonstruktionen, die nicht an die Oberfläche gebracht werden können, wie u. a. Spundwänden, Brunnenrohren oder Pipelines, machen Schweißarbeiten unter Wasser nötig. Einsatzorte können sein:
- Wasserkraftwerke
- Trinkwasserversorgungsanlagen
- Hafenanlagen
- Schleusen, Wehr- und Stauanlagen
- Offshorebauwerke
- Schiffbau

## Geschichte des Unterwasserschweißens
Im ausgehenden 18. Jahrhundert wurden durch Helmtauchgeräte die Möglichkeiten von Tauchern massiv erweitert. Der russische Schweißpionier Wiktor Wologdin ließ im Jahre 1930 in der Dalsawod-Schiffswerft in Wladiwostok Experimente zum Unterwasserschweißen durchführen, Konstantin Chrenov entwickelte dann das erste voll funktionsfähige Unterwasserschweißgerät.

## Techniken des Unterwasserschweißens
Als Schweißverfahren kommt E-Schweißen zum Einsatz. Grundsätzlich wird zwischen zwei Verfahren unterschieden, dem trockenen und dem nassen Verfahren, normalerweise unter Überdruckbedingungen (hyperbar). Als Sonderform kann das trockene Verfahren auch in einer druckfesten Tauchkammer mit Atmosphärendruck durchgeführt werden.

### Trockenes Schweißen
Um die zu schweißende Stelle wird unter Zuhilfenahme einer geeigneten Tauchkammern oder -glocken mittels Druckluft eine trockene Überdruckumgebung geschaffen. Derartige Arbeiten können meist von Schweißern durchgeführt werden, die für das Arbeiten an Atmosphäre ausgebildet sind, auch die Schweiß- und Prüfverfahren und die Schweißergebnisse sind die gleichen, die an der Oberfläche erzielt werden können.

### Nasses Schweißen
Beim nassen Schweißen werden die Schweißarbeiten von einem entsprechend ausgebildeten Taucher im Wasser durchgeführt. Es wird hierbei vor allem Lichtbogenhandschweißen mit Gleichstrom und speziellen Stabelektroden angewandt. Beim Schweißen stellt vor allem der an der Schweißstelle erzeugte Wasserstoff ein Problem dar, außerdem sind die Prüfungen solcher Schweißnähte nur eingeschränkt möglich. Neben dem Lichtbogenhandschweißen kommen auch Schutzgasschweißverfahren zum Einsatz.